# Borsa de Barcelona
La Borsa de Barcelona és una borsa de valors destinada a la negociació en exclusiva de les accions i valors convertibles o que atorguin dret d'adquisició o subscripció.
En la pràctica, els emissors de renda variable acudeixen també a la Borsa de Barcelona com a mercat on formalitzar les seves ofertes de venda d'accions o ampliacions de capital. Així mateix, també es contracta en borsa la renda fixa, tant deute públic com privada.

## Història
L'any 1831 es crea la Borsa Oficial a Espanya. Inicialment aquest establiment es fa en règim de monopoli a la plaça de Madrid. Fins al 1890, en què l'aprovació del nou Codi de Comerç, el qual establia el sistema de llibertat, no s'autoritza una borsa oficial a Bilbao. En aquest moment, també es va oferir al mercat de Barcelona la possibilitat de ser borsa oficial. No obstant això, l'oferiment es va rebutjar al preferir continuar amb l'incipient, i després important mercat no regulat, el "mercat lliure", que en aquell temps anava formant-se en la Llotja de Mar, seu històrica de la Borsa de Barcelona.
Aquest «mercat lliure» comença a gestar-se en la conjuntura de prosperitat, relativa, que segueix a la Guerra del Francès. Dins d'aquesta conjuntura a Catalunya es comencen a produir certs canvis estructurals: En la indústria tèxtil la modernització està lligada a l'aparició del vapor i, en definitiva, al maquinisme. Una cosa similar, si bé diferent en intensitat i orientació, succeeix en el naixent sector metal·lúrgic. Sorgeixen companyies de crèdit i d'assegurances i, sobretot, comença el ferrocarril.
Aquests canvis propicien la proliferació i la creació d'empreses, la majoria de dimensió reduïda, sovint d'àmbit familiar o d'agrupació de professionals que desenvolupen negocis diversos, amb capitals reduïts i, sovint, de curta durada. També apareixen, com a continuació del dinamisme de la segona meitat del segle xix, companyies de dimensió mitjana, normalment de tipus industrial (transformador) que mouen significatives quantitats de facturació amb nivells d'ocupació força importants.
Així mateix comencen a aparèixer societats mercantils de gran dimensió. Es tracta de projectes tan ambiciosos com futuristes, que per la seva dimensió requereixen sumes de capital elevades, la qual cosa les porta, més enllà dels recursos propis, a la demanda de fons aliens; demanada que resultarà facilitada pel fet que la forma jurídica d'aquestes companyies sigui de la de societats anònimes.

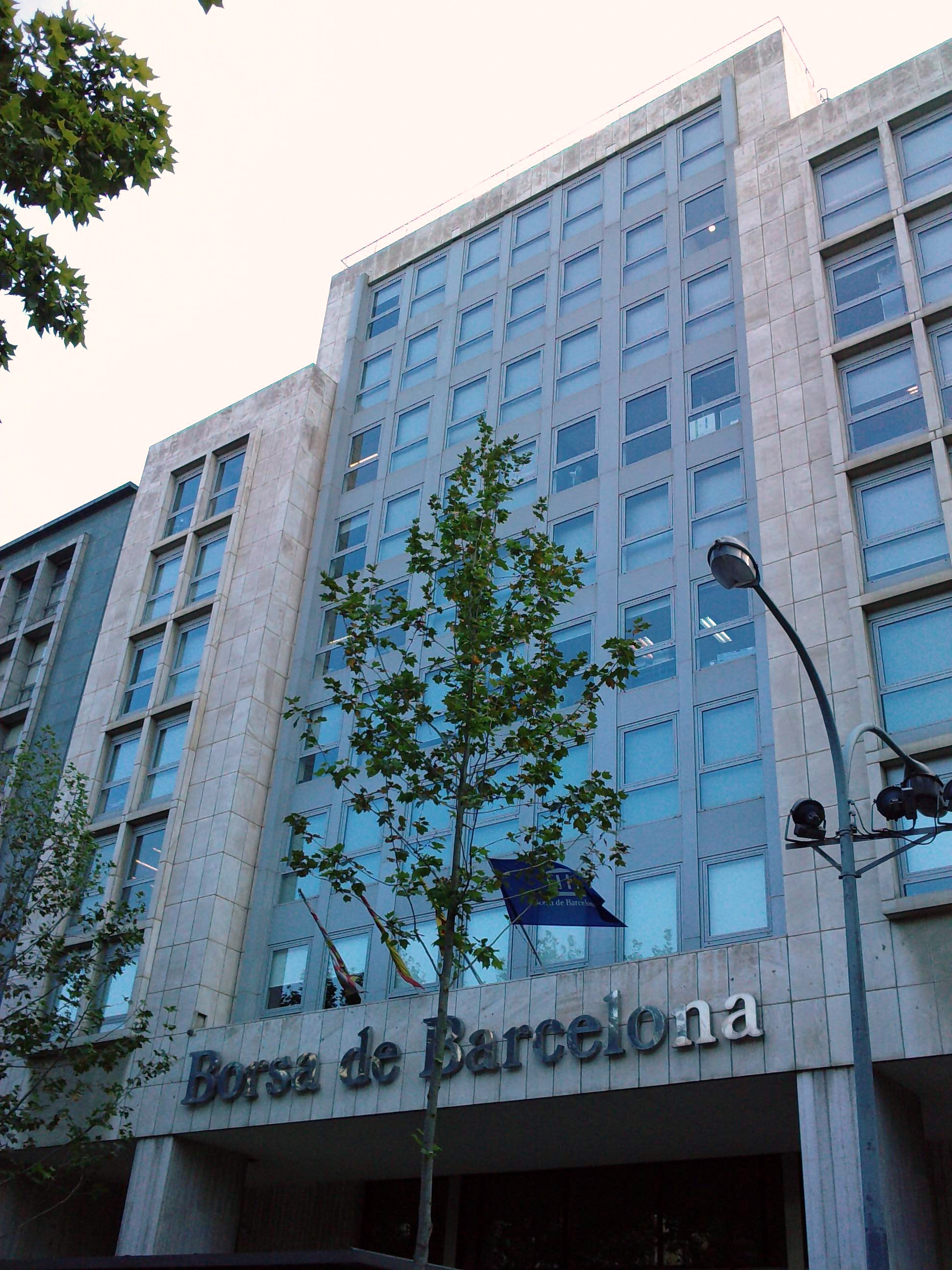
Façana de la seu al Passeig de Gràcia

L'aparició d'aquesta demanda, del capitalisme industrial dibuixa un escenari que planteja requeriments de diferent tipus, però sobretot necessitat d'un mercat de capitals on les empreses representatives trobin fonts de finançament; ja que el recurs al crèdit no és la principal font de finançament per dos aspectes. En primer lloc, perquè els mateixos bancs són promotors i accionistes dels nous projectes i, per tant, ja apliquen els seus capitals a aquests. En segon lloc, perquè les noves companyies, tot i que acorden la subscripció del capital total, no demanen la seva total desemborsament, sinó que es va reclamant a través d'aportacions parcials en el transcurs del temps, és a dir, utilitzant la pràctica del dividend passiu.
Així doncs apareix la necessitat de disposar d'un mercat apropiat, és a dir, d'una borsa on cotitzin les companyies i es negociïn els títols corresponents, tant per arribar on els accionistes fundadors no poden fer-ho, com per poder disposar en el moment oportú de l'import dels dividends passius pendents. D'aquesta manera, l'activitat borsària creix, ampliant l'operativa tradicional centrada en la contractació de valors de Deute Públic. Al mateix temps nous tipus de "mediadors" se sumen als Corredors de Canvis, a l'empara de modificacions en els procediments d'actuació. En qualsevol cas la Borsa de Barcelona segueix sent un mercat lliure (no oficial), és a dir, regit per normes consuetudinàries modificades per acords dels participants i, per tant, no subjecte a regulacions específiques promulgades per autoritats governamentals. No obstant això, la Borsa de Barcelona es converteix en l'època en el mercat d'accions més important de tot el panorama financer espanyol.
La Borsa de Barcelona evoluciona en diferents èpoques, tant des del punt de vista institucional i organitzatiu com en aquells aspectes tècnics referents a contractació, liquidació i supervisió.
La primera època, amb documentació estadística de preus i canvis, arrenca el 1830 i conclou el 1914, és l'època en què opera el 'Mercat Lliure de Valors de Barcelona'.
La segona època comença el 1915, imposant l'obligació d'un Mercat Oficial, subjecte a les reglamentacions dels establiments d'aquest tipus a Espanya; això no obstant, l'Associació del Mercat Lliure, com a hereva de la situació anterior, manté oberta una plataforma contractual que s'acabarà amb l'inici de la Guerra Civil; coexisteixen, durant aquest període, dos parquets a manera d'un Mercat Dual: un oficial a la Casa Llotja i un altre autoregulat que actua a l'edifici propi del carrer Avinyó.
Acabada la guerra, la borsa reprèn la seva activitat. En aquesta tercera època, la Borsa de Barcelona és ja només Mercat Oficial i emmarca un llarg període fins a l'aplicació de la Llei de Reforma del Mercat de Valors de 1988.
Amb aquesta reforma comença una quarta època en la qual, en perspectiva institucional, la Borsa de Barcelona perd àmbits funcionals i certes prerrogatives d'identitat: s'estableix un Mercat interconnectat, és a dir, un sistema unificat de contractació (el Mercat continu espanyol) amb quatre portes d'entrada. L'horari de contractació s'allarga i s'abandona el règim de rotllanes com a sistema únic pel mercat informatitzat i continu.
La Borsa de Barcelona perd el sistema de compensació i liquidació dels valors interconnectats a favor d'una societat única per aquests menesters localitzada a Madrid. També la Borsa de Barcelona ha d'abandonar la seva potestat reguladora, sotmetent-se a la supervisió de la Comissió Nacional del Mercat de Valors i en aspectes menors a competències estatutàries atorgades a la Generalitat. Igualment desapareixen els Agents de Canvi i Borsa i en el seu lloc sorgeixen les Societats i Agències de Valors, amb la qual cosa s'inicia un procés de bancarització del mercat. La Borsa deixa de ser corporació de dret públic i passa a ser Societat Anònima, que com a tal es regeix per una Societat Rectora que actua com a Consell d'Administració.
En aquesta època la Borsa de Barcelona, conjuntament amb la resta d'establiments històrics, comencen el camí que culminarà amb la constitució de Bolsas y Mercados Españoles (BME). El 2002 els socis de les diferents societats rectores, tant borsaris com de contractació de derivats, de renda fixa i de liquidació, decideixen constituir-se en Holding per promoure un procés de generació de valor, millorar els nivells d'eficiència, disposar d'una representació unificada a l'exterior i, en definitiva, afrontar els nous reptes de futur sense excloure la possibilitat, un cop procedit seva desmutualització, de sortir a cotitzar, la qual cosa té lloc el dia 14 de juliol de 2006.

## Índexs
L'Índex General de la Borsa de Barcelona es confecciona amb valors negociats en aquesta, de la mateixa manera que l'índex general de la Borsa de Madrid, amb base 100 el 31 de desembre de 1985.
La Borsa de Barcelona publica diàriament en el seu butlletí oficial de cotització dels següents índexs:
- BCN Global - 100. És l'índex oficial de la Borsa de Barcelona. És un índex ponderat per contractació, compost per les 100 companyies més líquides que cotitzen a Borsa de Barcelona. Data i base: 1-1-86 = 100.
- BCN MID 50. És un índex simple, compost per les 50 companyies mitjanes de major contractació a la Borsa de Barcelona i que no formen part de l'Ibex 35. Data i base: 1-1-94 = 4.000
- BCN TOP -5. És un índex ponderat per capitalització que s'ha creat per facilitar la contractació de la cistella de valors dissenyada per la Borsa de Barcelona que inclou els 5 valors més líquids i representatius de la Borsa Espanyola i que presenta una correlació del 95% amb l'Ibex 35. Data i base: 1-1-97 = 1.000
- Índexs de cistelles de valors sectorials. Són 5 índexs ponderats per capitalització que s'han creat per facilitar la contractació de les cistelles de valors sectorials dissenyades per la Borsa de Barcelona (BCN - 5 Elèctriques, BCN - 5 Bancs, BCN - 5 Industrials, BCN - 5 Construcció i BCN - 5 Serveis). Aquests índexs inclouen els 5 valors més característics i de major negociació de cada un dels sectors esmentats. Data i base: 1-1-97 = 1.000
- BCN Indexcat. és un índex basat en les 15 principals empreses cotitzades amb seu social a Catalunya.[1][2] Data: 1-1-2001